# Elkin Soto
Elkin Soto Jaramillo (Manizales, 4 de agosto de 1980) é um futebolista profissional colombiano que atua como meia.

## Carreira
Elkin Soto fez parte do elenco da Seleção Colombiana de Futebol da Copa América de 2011.

## Títulos
Once Caldas
- Copa Libertadores da América: 2004